# Joseph Strauss (Musiker)

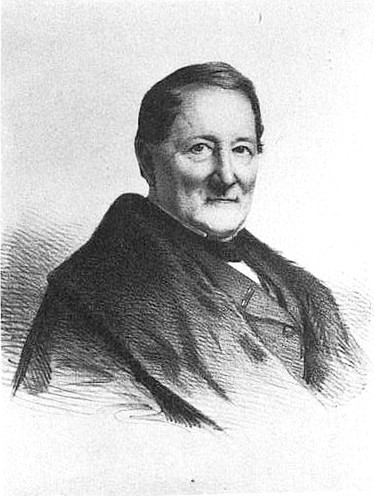
Joseph Strauss

Joseph Strauss (* 15. Mai 1793 in Brünn; † 2. Dezember 1866 in Karlsruhe) war ein österreichischer Violinvirtuose, Komponist und Dirigent.

## Leben und Wirken
Joseph Strauss, dessen Vater Konzertmeister an einem kleinen italienischen Hof gewesen war, erlernte schon früh das Violin- und Klavierspiel. Nachdem er, früh verwaist, nach Wien gegangen war, entschied er sich endgültig für den Musikerberuf und wurde dort Schüler von Joseph von Blumenthal, Ignaz Schuppanzigh, Franz Teyber und Johann Georg Albrechtsberger.
Bereits im Alter von zwölf Jahren trat er als Violinist in Zwischenakten im Theater an der Wien auf. Auf den kaiserlichen Beifall infolge dieser Auftritte erhielt der Knabe eine Stelle als Violinist im Hofopernorchester, doch setzte er seine musikalischen Studien weiter fort. Aufgrund früher Erfolge als Violinvirtuose und Komponist war er ab 1810 Soloviolinist am Theater in Pest, wo auch die ersten größeren Kompositionen entstanden.
1813 wurde Strauss Theaterkapellmeister in Temeswar, 1814 in Hermannstadt, wo er unter anderem seine Opern Faust’s Leben und Thaten und Die Söhne des Waldes schuf, und 1817 in Brünn. Nach einer längeren Konzertreise ging er 1822 nach Straßburg und gründete dort die Deutsche Oper. Bereits im Folgejahr kam er als Konzertmeister an das Nationaltheater Mannheim, übernahm aber noch im selben Jahr diesen Posten am Großherzoglichen Hoftheater in Karlsruhe, wo er von 1824 bis 1863 die Stelle eines badischen Hofkapellmeisters innehatte. 1840 leitete er die deutsche Oper in London.
In Karlsruhe komponierte er die Opern Armiodan, Zelide, Berthold, der Zähringer und Der Werwolf. Mit diesem Werk hatte er auch in Wien großen Erfolg, der Erstaufführung 1837 folgten über 50 Aufführungen. 1863 ging Strauss 70-jährig in den Ruhestand und verstarb knapp drei Jahre später.

## Werke
Opern
- Faust’s Leben und Thaten
- Die Söhne des Waldes
- Armiodan
- Zelide
- Berthold, der Zähringer
- Der Werwolf

Schauspielmusiken
- Die Belagerung von Wien
- Der Löwe von Kurdistan

Instrumentalmusik
- 1. Symphonie in Es-Dur („Heroische“; 1835)
Komponiert für ein Wiener Symphonie-Preisausschreiben, 3. Preis (hinter Franz Lachners 5. Symphonie in c-Moll („Passionata“) und Ignacy Feliks Dobrzyńskis Symphonie in c-Moll); Stimmen im Steiermärkischen Landesarchiv Graz.
- 2. Symphonie (1840)
Auftragswerk der Philharmonischen Gesellschaft in London.
- Violinkonzert
- Streichquartett op. 5
- Violinwerke

Vokalwerke
- Oratorium Judith (1830)
- Messe (1817, zum Amtsantritt des Brünner Bischofs)
- Te Deum
- Kantaten
- Chorwerke
- weitere Kirchenwerke
- Lieder